# آلان ون اسپرانگ
 آلان ون اسپرانگ (به انگلیسی: Alan van Sprang) (زاده ۱۹ ژوئن ۱۹۷۱) بازیگرکانادایی است.
از فیلم‌های معروف او می‌توان به بازی در مجموعه تودورها و فیلم این فیلم را بدزدید! اشاره کرد.